# Oscar za nejlepší vizuální efekty
Cena Akademie za nejlepší vizuální efekty (Academy Award for Best Visual Effects), kterou uděluje americká Akademie filmového umění a věd. Cena se každoročně uděluje od roku 1939.

## Dřívější ocenění za speciální efekty

### Engineering Effects
- 1927–1928: Wings – Roy Pomeroy

### Special Awards
- 1938: Spawn of the North – Gordon Jennings, Jan Domela, Dev Jennings, Art Smith, Farciot Edouart a Loyal Griggs
- 1939: Když nastaly deště... – E. H. Hansen (zvuk), Fred Sersen (obraz)
- 1940: Zloděj z Bagdadu –  Lawrence W. Butler (obraz), Jack Whitney (zvuk)
- 1941: I Wanted Wings – Farciot Edouart (obraz), Gordon Jennings (obraz), Louis Mesenkop (zvuk)
- 1942: Karibští piráti – Farciot Edouart (obraz), Gordon Jennings (obraz)), William L. Pereira (obraz), Louis Mesenkop (zvuk)
- 1943: Crash Dive – Fred Sersen (obraz), Roger Heman Sr. (zvuk)
- 1944: Třicet vteřin nad Tokiem  – A. Arnold Gillespie (obraz), Donald Jahraus (obraz), Warren Newcombe (obraz), Douglas Shearer (zvuk)
- 1945: Zázračný muž – John P. Fulton (obraz), Arthur Johns (zvuk)
- 1946: Rozmarný duch – Thomas Howard
- 1947: Green Dolphin Street – A. Arnold Gillespie a Warren Newcombe (obraz), Douglas Shearer a Michael Steinore (zvuk)
- 1948: Portrait of Jennie – Paul Eagler, J. McMillan Johnson, Russell Shearman a Clarence Slifer (obraz), Charles L. Freeman a James G. Stewart (zvuk)
- 1949: Mighty Joe Young
- 1950: Destination Moon
- 1951: When Worlds Collide
- 1952: Plymouth Adventure
- 1953: Válka světů
- 1954: 20 000 mil pod mořem
- 1955: Mosty na Toko-Ri
- 1956: Desatero přikázání – John P. Fulton
- 1957: Nepřítel pod hladinou – Walter Rossi (zvuk)
- 1958: O Palečkovi – Tom Howard (efekty)
- 1959: Ben Hur – A. Arnold Gillespie a Robert MacDonald (efekty), Milo B. Lory (zvuk)
- 1960: Stroj času – Gene Warren a Tim Baar (efekty)
- 1961: Děla z Navarone – Bill Warrington (efekty), Vivian C. Greenham (zvuk)
- 1962: Nejdelší den – Robert MacDonald (efekty), Jacques Maumont (zvuk)

## Vítězové

### Šedesátá léta
| Rok  | Vítěz                                            | Za film                                              |
| ---- | ------------------------------------------------ | ---------------------------------------------------- |
| 1963 | Emil Kosa Jr.                                    | Kleopatra (Cleopatra – 1963)                         |
| 1964 | Peter Ellenshaw, Eustace Lycett a Hamilton Luske | Mary Poppins (Mary Poppins – 1964)                   |
| 1965 | John Stears                                      | Thunderball (Thunderball – 1965)                     |
| 1966 | Art Cruickshank                                  | Fantastická cesta (Fantastic Voyage – 1966)          |
| 1967 | L.B. Abbott                                      | Pan doktor a jeho zvířátka (Doctor Dolittle – 1967)  |
| 1968 | Stanley Kubrick                                  | 2001: Vesmírná odysea (2001: A Space Odyssey – 1968) |
| 1969 | Robbie Robertson                                 | Zajati vesmírem (Marooned – 1969)                    |

### Sedmdesátá léta
| Rok  | Vítěz                                                                                             | Za film                                                        |
| ---- | ------------------------------------------------------------------------------------------------- | -------------------------------------------------------------- |
| 1970 | A.D. Flowers a L. B. Abbott                                                                       | Tora! Tora! Tora! (Tora! Tora! Tora! – 1970)                   |
| 1971 | Alan Maley, Eustace Lycett a Danny Lee                                                            | Bedknobs and Broomsticks (Bedknobs and Broomsticks – 1971)     |
| 1972 | L. B. Abbott a A. D. Flowers                                                                      | Dobrodružství Poseidonu (The Poseidon Adventure – 1972)        |
| 1973 | x                                                                                                 | x                                                              |
| 1974 | Frank Brendel, Glen Robinson a Albert Whitlock                                                    | Zemětřesení (Earthquake – 1974)                                |
| 1975 | Albert Whitlock a Glen Robinson                                                                   | The Hindenburg (The Hindenburg – 1975)                         |
| 1976 | Carlo Rambaldi, Glen Robinson a Frank Van der Veer L. B. Abbott, Glen Robinson a Matthew Yuricich | King Kong (King Kong – 1976) Loganův útěk (Logan's Run – 1976) |
| 1977 | John Stears, John Dykstra, Richard Edlund, Grant McCune a Robert Blalack                          | Star Wars: Epizoda IV – Nová naděje (Star Wars – 1977)         |
| 1978 | Les Bowie, Colin Chilvers, Denys Coop, Roy Field, Derek Meddings a Zoran Perisic                  | Superman (Supermam – 1978)                                     |
| 1979 | H. R. Giger, Carlo Rambaldi, Brian Johnson, Nick Allder a Dennis Ayling                           | Vetřelec (Alien – 1979)                                        |

### Osmdesátá léta
| Rok  | Vítěz                                                             | Za film                                                                     |
| ---- | ----------------------------------------------------------------- | --------------------------------------------------------------------------- |
| 1980 | Brian Johnson, Richard Edlund, Dennis Muren a Bruce Nicholson     | Star Wars: Epizoda V – Impérium vrací úder (The Empire Strikes Back – 1980) |
| 1981 | Richard Edlund, Kit West, Bruce Nicholson a Joe Johnston          | Dobyvatelé ztracené archy (Raiders of the Lost Ark – 1981)                  |
| 1982 | Carlo Rambaldi, Dennis Muren a Kenneth F. Smith                   | E.T. – Mimozemšťan (E.T. the Extra-Terrestrial – 1982)                      |
| 1983 | Richard Edlund, Dennis Muren, Ken Ralston a Phil Tippett          | Star Wars: Epizoda VI – Návrat Jediů (Return of the Jedi – 1983)            |
| 1984 | Dennis Muren, Michael J. McAlister, Lorne Peterson a George Gibbs | Indiana Jones a chrám zkázy (Indiana Jones and the Temple of Doom – 1984)   |
| 1985 | Ken Ralston, Ralph McQuarrie, Scott Farrar a David Berry          | Zámotek (Cocoon – 1985)                                                     |
| 1986 | Robert Skotak, Stan Winston, John Richardson a Suzanne Benson     | Vetřelci (Aliens – 1986)                                                    |
| 1987 | Dennis Muren, William George, Harley Jessup a Kenneth F. Smith    | Vnitřní vesmír (Innerspace – 1987)                                          |
| 1988 | Ken Ralston, Richard Williams, Edward Jones a George Gibbs        | Falešná hra s králíkem Rogerem (Who Framed Roger Rabbit – 1988)             |
| 1989 | John Bruno, Dennis Muren, Hoyt Yeatman a Dennis Skotak            | Propast (The Abyss – 1989)                                                  |

### Devadesátá léta
| Rok  | Vítěz                                                         | Za film                                                         |
| ---- | ------------------------------------------------------------- | --------------------------------------------------------------- |
| 1990 | Eric Brevig, Rob Bottin, Tim McGovern a Alex Funke            | Total Recall (Total Recall – 1990)                              |
| 1991 | Dennis Muren, Stan Winston, Gene Warren, Jr. a Robert Skotak  | Terminátor 2: Den zúčtování (Terminator 2: Judgment Day – 1991) |
| 1992 | Ken Ralston, Doug Chiang, Doug Smythe a Tom Woodruff, Jr.     | Smrt jí sluší (Death Becomes Her – 1992)                        |
| 1993 | Dennis Muren, Stan Winston, Phil Tippett a Michael Lantieri   | Jurský park (Jurassic Park – 1993)                              |
| 1994 | Ken Ralston, George Murphy, Stephen Rosenbaum a Allen Hall    | Forrest Gump (Forrest Gump – 1994)                              |
| 1995 | Scott E. Anderson, Charles Gibson, Neal Scanlan a John Cox    | Babe – galantní prasátko (Babe – 1995)                          |
| 1996 | Volker Engel, Douglas Smith, Clay Pinney a Joseph Viskocil    | Den nezávislosti (Independence Day – 1996)                      |
| 1997 | Robert Legato, Mark Lasoff, Thomas L. Fisher a Michael Kanfer | Titanic (Titanic – 1997)                                        |
| 1998 | Joel Hynek, Nicholas Brooks, Stuart Robertson a Kevin Mack    | Jak přicházejí sny (What Dreams May Come – 1998)                |
| 1999 | John Gaeta, Janek Sirrs, Steve Courtley a Jon Thum            | Matrix (The Matrix – 1999)                                      |

### První desetiletí 21. století
| Rok  | Vítěz                                                             | Za film                                                                                      |
| ---- | ----------------------------------------------------------------- | -------------------------------------------------------------------------------------------- |
| 2000 | John Nelson, Neil Corbould, Tim Burke a Rob Harvey                | Gladiátor (Gladiator – 2000)                                                                 |
| 2001 | Jim Rygiel, Randall William Cook, Richard Taylor a Mark Stetson   | Pán prstenů: Společenstvo Prstenu (The Lord of the Rings: The Fellowship of the Ring – 2001) |
| 2002 | Jim Rygiel, Joe Letteri, Randall William Cook a Alex Funke        | Pán prstenů: Dvě věže (The Lord of the Rings: The Two Towers – 2002)                         |
| 2003 | Jim Rygiel, Joe Letteri, Randall William Cook a Alex Funke        | Pán prstenů: Návrat krále (The Lord of the Rings: The Return of the King – 2003)             |
| 2004 | John Dykstra, Scott Stokdyk, Anthony LaMolinara a John Frazier    | Spider-Man 2 (Spider-Man 2 – 2004)                                                           |
| 2005 | Joe Letteri, Brian Van't Hul, Christian Rivers a Richard Taylor   | King Kong (King Kong – 2005)                                                                 |
| 2006 | John Knoll, Hal Hickel, Charles Gibson a Allen Hall               | Piráti z Karibiku: Truhla mrtvého muže (Pirates of the Caribbean: Dead Man's Chest – 2006)   |
| 2007 | Michael Fink, Bill Westenhofer, Ben Morris a Trevor Wood          | Zlatý kompas (The Golden Compass – 2007)                                                     |
| 2008 | Eric Barba, Steve Preeg, Burt Dalton a Craig Barron               | Podivuhodný případ Benjamina Buttona (The Curious Case of Benjamin Button – 2008)            |
| 2009 | Joe Letteri, Stephen Rosenbaum, Richard Baneham a Andrew R. Jones | Avatar (Avatar – 2009)                                                                       |

### Druhé desetiletí 21. století
| Rok  | Vítěz                                                                      | Za film                                      |
| ---- | -------------------------------------------------------------------------- | -------------------------------------------- |
| 2010 | Paul Franklin, Chris Corbould, Andrew Lockley a Peter Bebb                 | Počátek (Inception – 2010)                   |
| 2011 | Rob Legato, Joss Williams, Ben Grossmann a Alex Henning                    | Hugo a jeho velký objev (Hugo – 2011)        |
| 2012 | Bill Westenhofer, Guillaume Rocheron, Erik-Jan de Boer a Donald R. Elliott | Pí a jeho život (Life of Pi – 2012)          |
| 2013 | Tim Webber, Chris Lawrence, Dave Shirk a Neil Corbould                     | Gravitace (Gravity – 2013)                   |
| 2014 | Paul Franklin, Andrew Lockley, Ian Hunter a Scott R. Fisher                | Interstellar (Interstellar – 2014)           |
| 2015 | Mark Williams Ardington, Sara Bennett, Paul Norris a Andrew Whitehurst     | Ex Machina (Ex Machina – 2015)               |
| 2016 | Robert Legato, Adam Valdez, Andrew R. Jones a Dan Lemmon                   | Kniha džunglí (The Jungle Book – 2016)       |
| 2017 | John Nelson, Gerd Nefzer, Paul Lambert a Richard R. Hoover                 | Blade Runner 2049 (Blade Runner 2049 – 2017) |
| 2018 | Paul Lambert, Ian Hunter, Tristan Myles a J. D. Schwalm                    | První člověk (First Man – 2018)              |
| 2019 | Guillaume Rocheron, Greg Butler a Dominic Tuohy                            | 1917 (1917 – 2019)                           |

### Třetí desetiletí 21. století
| Rok  | Vítěz                                                       | Za film                                             |
| ---- | ----------------------------------------------------------- | --------------------------------------------------- |
| 2020 | Andrew Jackson, David Lee, Andrew Lockley a Scott Fisher    | Tenet (Tenet – 2020)                                |
| 2021 | Paul Lambert, Tristan Myles, Brian Connor a Gerd Nefzer     | Duna (Dune)                                         |
| 2022 | Joe Letteri, Richard Baneham, Eric Saindon a Daniel Barrett | Avatar: The Way of Water (Avatar: The Way of Water) |